# Sébastien Bourdais
Sébastien Olivier Bourdais (* 28. Februar 1979 in Le Mans) ist ein französischer Automobilrennfahrer und der Sohn von Patrick Bourdais.
Er war 1999 französischer Formel-3- und 2002 Formel-3000-Meister. Zwischen 2003 und 2007 war er in der nordamerikanischen Champ-Car-Serie aktiv, wo er vier Meisterschaften in Folge gewann und zum erfolgreichsten Fahrer dieser Serie avancierte. Zur Saison 2008 wechselte Bourdais in die Formel 1, wo er bis Mitte 2009 insgesamt 27 Grand Prix bestritt. Seit 2011 tritt er in der IndyCar Series an, vor der Saison 2017 wechselte er zu Dale Coyne Racing. Darüber hinaus nimmt Bourdais regelmäßig an Langstreckenrennen teil.

## Karriere

### Anfänge im Motorsport (1991–2002)
Bourdais begann seine Motorsportkarriere 1991 im Kartsport. Er gewann gleich im ersten Jahr die Maine-Bretagne Kartmeisterschaft. 1995 wechselte er in den Formelsport und wurde Neunter in der französischen Formel Renault Campus. 1996 wechselte er in die französische Formel Renault und wurde Gesamtsiebter. Außerdem gewann er das 24-Stunden-Kart-Rennen in Le Mans. Im darauffolgenden Jahr siegte er in der französischen Formel Renault bei vier Läufen und stand in achtzehn Rennen elfmal auf dem Podium. Damit gewann er den Vizemeistertitel hinter seinem Teamkollegen Jonathan Cochet. Außerdem startete er in der europäischen Formel Renault, in der er die Saison auf dem zehnten Gesamtrang beendete. 1998 wechselte er in die französische Formel-3-Meisterschaft. Er erzielte eine Podest-Platzierung und wurde am Ende Gesamtsechster sowie Rookie des Jahres. Ein Jahr später gewann er mit drei Pole-Positions, vier schnellsten Runden und acht Laufsiegen die französische Formel-3-Meisterschaft vor Cochet. Im selben Jahr nahm er erstmals am 24-Stunden-Rennen von Le Mans teil.
Ab dem Jahr 2000 fuhr er in der internationalen Formel-3000-Meisterschaft für das Prost Junior Team Gauloises Formula als Teamkollege von André Couto. Dabei erreichte er die Pole-Position in Magny-Cours und wurde Zweiter in diesem Rennen. In der Gesamtwertung belegte Bourdais am Saisonende den neunten Rang und setzte sich gegen Couto, der 18. wurde, durch. Auch am 24-Stunden-Rennen von Le Mans nahm er erneut teil. In seinem zweiten Jahr in der Formel 3000 fuhr er für das DAMS-Team. Er gewann das Rennen in Silverstone, kam in Budapest und Hockenheim auf das Podest und stand in Spielberg auf der Pole-Position. In der Endabrechnung wurde er Vierter, während sein Teamkollege Derek Hill bei keinem Rennen Punkte erzielte. Beim 24-Stunden-Rennen von Le Mans und beim 12-Stunden-Rennen von Sebring kam er unter den besten 15 ins Ziel. Im Jahr 2002 wechselte er zu Super Nova Racing und gewann mit Siegen in Imola, Monaco und auf dem Nürburgring sowie sechs Pole-Positionen die Formel-3000-Meisterschaft. Dabei stand er insgesamt acht Mal auf dem Podium und fuhr drei Mal die schnellste Rennrunde. Bourdais profitierte davon, dass seinem Rivalen Tomáš Enge wegen eines positiven Dopingtests ein Sieg aberkannt worden war. Beim 24-Stunden-Rennen von Spa-Francorchamps war er am Sieg des Team Labre beteiligt. Außerdem trat er erneut beim 24-Stunden-Rennen von Le Mans an. 2001 und 2002 nahm Bourdais zusätzlich an einigen Rennen der FIA-Sportwagen-Meisterschaft teil.

### Champ Cars (2003–2007)

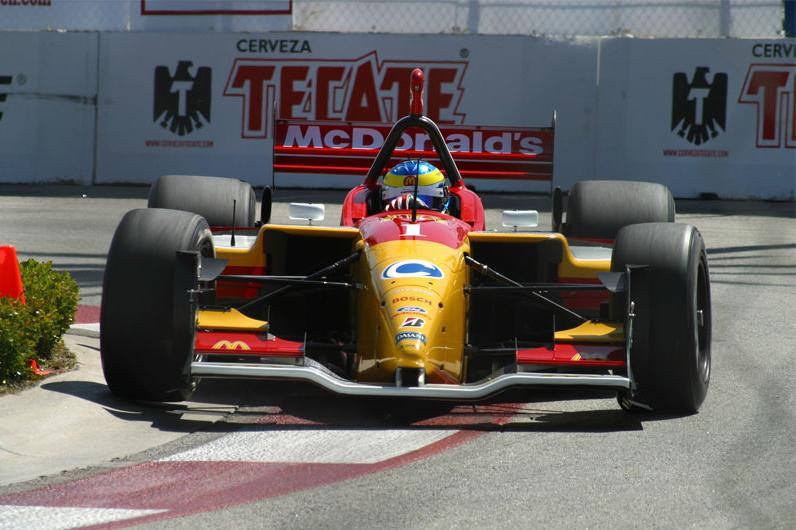
Bourdais im Champ Car, Long Beach 2005

Nachdem er trotz mehrfacher Bemühungen in der Formel 1 kein Stammcockpit erhalten hatte, ging Bourdais 2003 in die amerikanische Champ-Car-Serie zu Newman/Haas Racing, wo er Teamkollege von Bruno Junqueira wurde. Gleich beim ersten Rennen in St. Petersburg stand er auf der Pole-Position, wie auch beim zweiten Rennen in Monterrey. Dies war seit Nigel Mansells Einstieg bei den Champ-Cars 1993 das erste Mal, dass ein Neuling bei den ersten beiden Rennen auf der ersten Startposition stand. Im Laufe der Saison siegte er in Brands Hatch, auf dem EuroSpeedway Lausitz sowie beim Flutlichtrennen in Cleveland. Am Ende der Saison wurde er Rookie of the Year und hatte das beste Qualifying-Ergebnis aller Teilnehmer. Er belegte den vierten Platz in der Gesamtwertung und musste sich teamintern Junqueira, der Vizemeister wurde, geschlagen geben.
2004 blieb Bourdais bei Newman/Haas Racing. Obwohl er sieben von vierzehn Rennen gewann, acht Mal von der Pole-Position startete und zehnmal auf dem Podest stand, duellierte er sich bis zum letzten Rennen mit Junqueira um den Titel. Bourdais setzte sich mit 369 zu 341 Punkten gegen seinen Teamkollegen durch und gewann die Champ-Car-Meisterschaft. 2005 verteidigte Bourdais den Meistertitel mit sechs Siegen. Dabei hatte er mit 348 zu 288 Punkten einen deutlichen Vorsprung auf den Vizemeister Oriol Servià, der ab dem dritten Rennwochenende sein Teamkollege war. Junqueira, der eigentlich erneut zusammen mit Bourdais das Newman/Haas-Fahrerduo bilden sollte, verletzte sich beim zur IndyCar Series zählenden Indianapolis 500 so schwer, dass er für den Rest der Saison ausfiel. Auch Bourdais nahm 2005 am Indianapolis 500 teil und debütierte in der IndyCar Series. Darüber hinaus gewann er einen Lauf des Internationalen Race of Champions auf dem Texas Motor Speedway und trat zu einzelnen Sportwagenrennen an.
Die Champ-Car-Saison 2006 begann für Bourdais mit vier Siegen aus den ersten vier Rennen. Im weiteren Saisonverlauf folgten drei weitere Siege und er entschied den Meistertitel mit 387 zu 298 Punkten gegen Justin Wilson abermals dominant für sich. Teamintern ließ er Junqueira, der ins Cockpit zurückgekehrt war, deutlich hinter sich. Mit seinem dritten Champ-Car-Titel in Folge schrieb Bourdais amerikanische Motorsportgeschichte, da dies vorher nur einem Fahrer (Ted Horn, AAA National Champion 1946–1948) gelungen war. Außerdem gewann er in dieser Saison einmal die GT2-Wertung in der American Le Mans Series (ALMS). 2007 erhielt Bourdais mit Graham Rahal einen neuen Teamkollegen. Er gewann acht Champ-Car-Rennen und gewann zum vierten Mal in Folge den Meistertitel. Bourdais wurde zum ersten Champ-Car-Piloten, dem dies gelang. Da die Champ-Car-Serie 2007 zum letzten Mal ausgetragen wurde, ist Bourdais darüber hinaus der letzte Champ-Car-Meister. Wie im Vorjahr setzte er sich gegen Wilson, der Vizemeister wurde, mit deutlichem Vorsprung durch. Außerdem nahm Bourdais 2007 in einem Peugeot 908 HDi FAP am 24-Stunden-Rennen von Le Mans teil und wurde zusammen mit Pedro Lamy und Stéphane Sarrazin Zweiter im Schlussklassement.

### Formel 1 (2008–2009)

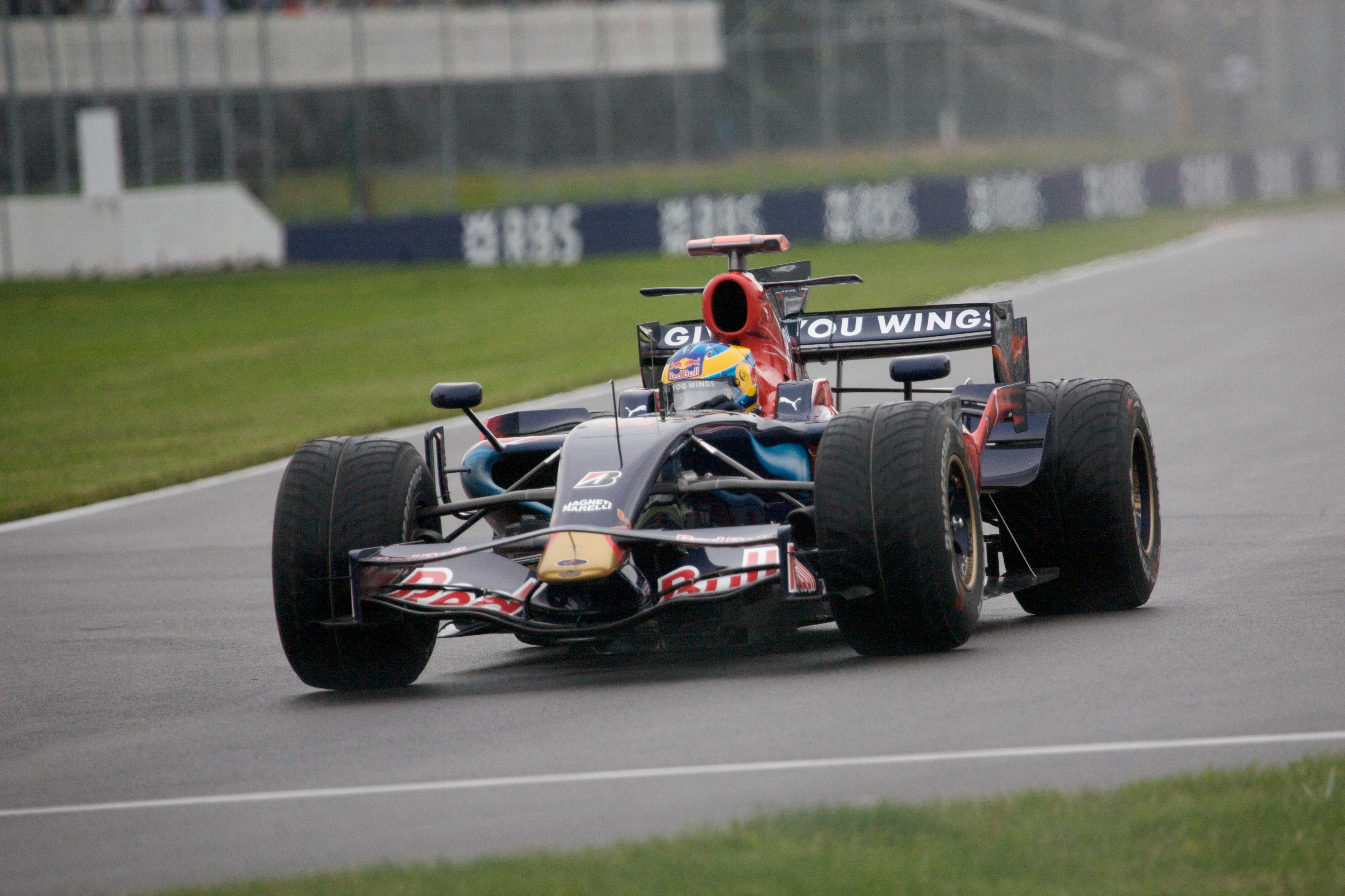
Bourdais im Toro Rosso, Montréal 2008

Bei den Formel-1-Wintertestfahrten im Dezember 2006 bekam Bourdais Gelegenheit, für das Formel-1-Team Toro Rosso zu testen. Er wiederholte die Tests im Laufe der Saison 2007 und bekam schließlich einen Vertrag für 2008 angeboten. Dort ging er an der Seite von Sebastian Vettel für das italienische Team an den Start. In seinem Debüt-Rennen, dem Großen Preis von Australien in Melbourne, erreichte er trotz eines Motorschadens zwei Runden vor Rennende noch den siebten Platz, nachdem Rubens Barrichello nachträglich disqualifiziert worden war. Im Laufe des Rennens hatte sich Bourdais bis auf Rang vier vorgearbeitet, bevor ihn der Defekt stoppte. Im weiteren Saisonverlauf gelang es Bourdais allerdings nur beim Großen Preis von Belgien, als Siebter weitere Punkte zu erzielen. Seine Leistungen wurden von seinem Teamkollegen deutlich in den Schatten gestellt. Während Vettel mit einem Sieg und 35 Punkten Achter in der Fahrerweltmeisterschaft wurde, beendete Bourdais die Saison mit vier Punkten auf dem 17. Platz. Toro Rosso ließ daraufhin zunächst die Option auf eine Vertragsverlängerung verstreichen und sondierte andere Möglichkeiten.
Im Februar 2009 verlängerte Toro Rosso schließlich Bourdais Kontrakt um eine Saison. Nachdem er nach dem neunten Rennen nur zwei Punkte vorwies und es ihm nicht gelungen war, seinen jüngeren Teamkollegen Sébastien Buemi hinter sich zu lassen, beendete Toro Rosso die Zusammenarbeit mit Bourdais nach dem Großen Preis von Deutschland. Nach Aussagen des Teamchefs Franz Tost hatte er die „Erwartungen nicht erfüllt“. Bourdais wurde durch den bisherigen Testfahrer Jaime Alguersuari ersetzt. In der Weltmeisterschaft wurde Bourdais in dieser Saison 19. Parallel zu seinem Formel-1-Engagement trat er 2009 erneut für Peugeot zum 24-Stunden-Rennen von Le Mans an und beendete das Rennen erneut auf dem zweiten Platz. In dieser Saison bildete er mit Franck Montagny und Sarrazin ein Team. Außerdem startete er für Peugeot zu einem Rennen der American Le Mans Series (ALMS).

### Superleague Formula (2009–2010)
Nach seiner Entlassung bei Toro Rosso wechselte Bourdais in die Superleague Formula. Für das Team des FC Sevilla, das von Ultimate Motorsport und Reid Motorsport betreut wurde, nahm er an den drei Rennwochenenden der zweiten Saisonhälfte teil. Er gewann ein Rennen und stand insgesamt vier Mal auf dem Podest. Zudem wurde er zweimal Weekend Winner. 2010 blieb Bourdais zunächst in der Superleague Formula und wechselte zum von LRS Formula betreuten Team von Olympique Lyon. Bereits am ersten Rennwochenende gewann Bourdais ein Rennen. Weitere Podest-Platzierungen folgten allerdings nicht und er verließ die Serie nach dem fünften Rennwochenende. Außerdem nahm er an je einem Rennen der ALMS und der Le Mans Series sowie am 24-Stunden-Rennen von Le Mans teil. Das Rennen in der Le Mans Series in Spa-Francorchamps gewann er.

### IndyCar Series (seit 2011)

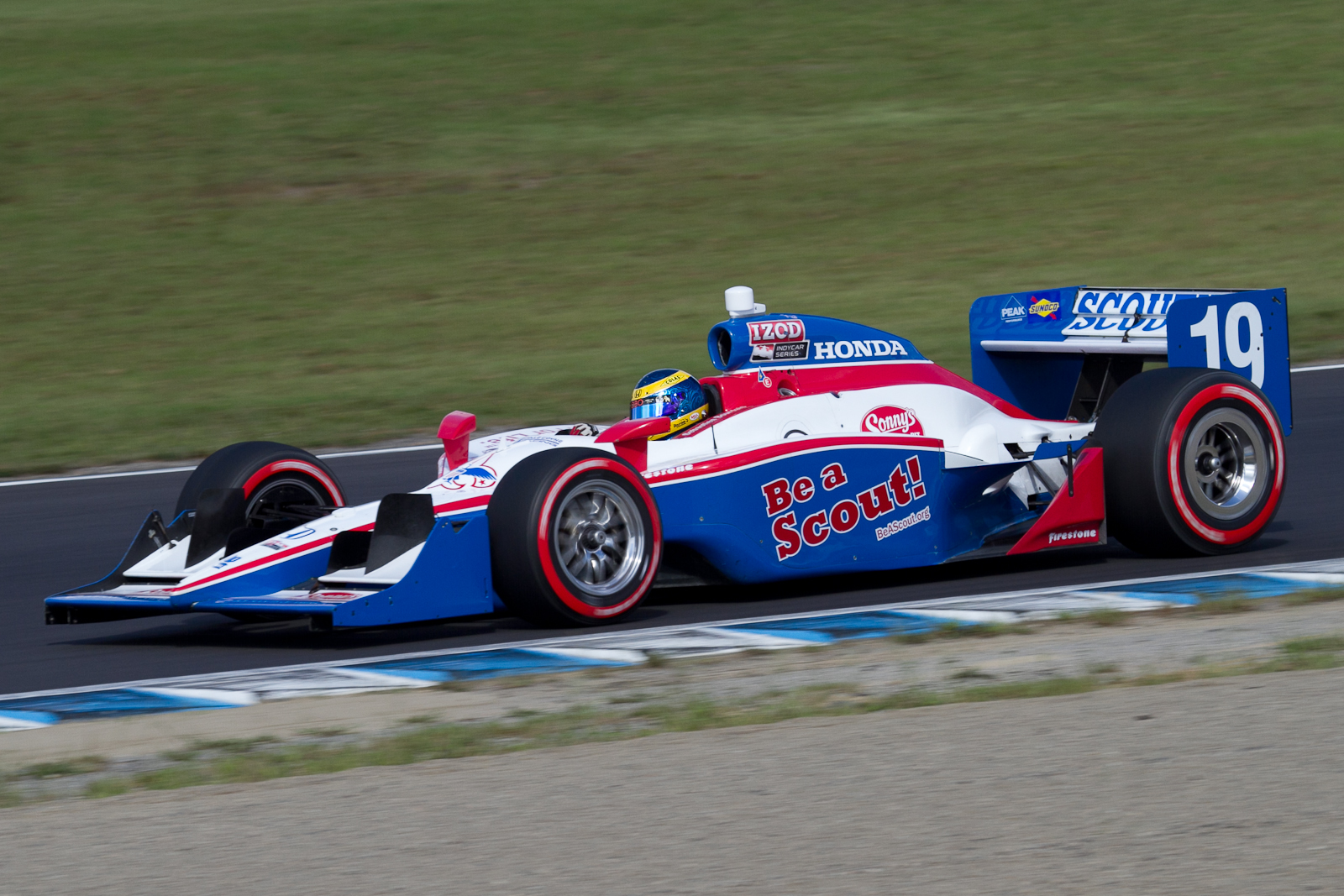
Bourdais im IndyCar im japanischen Motegi 2011

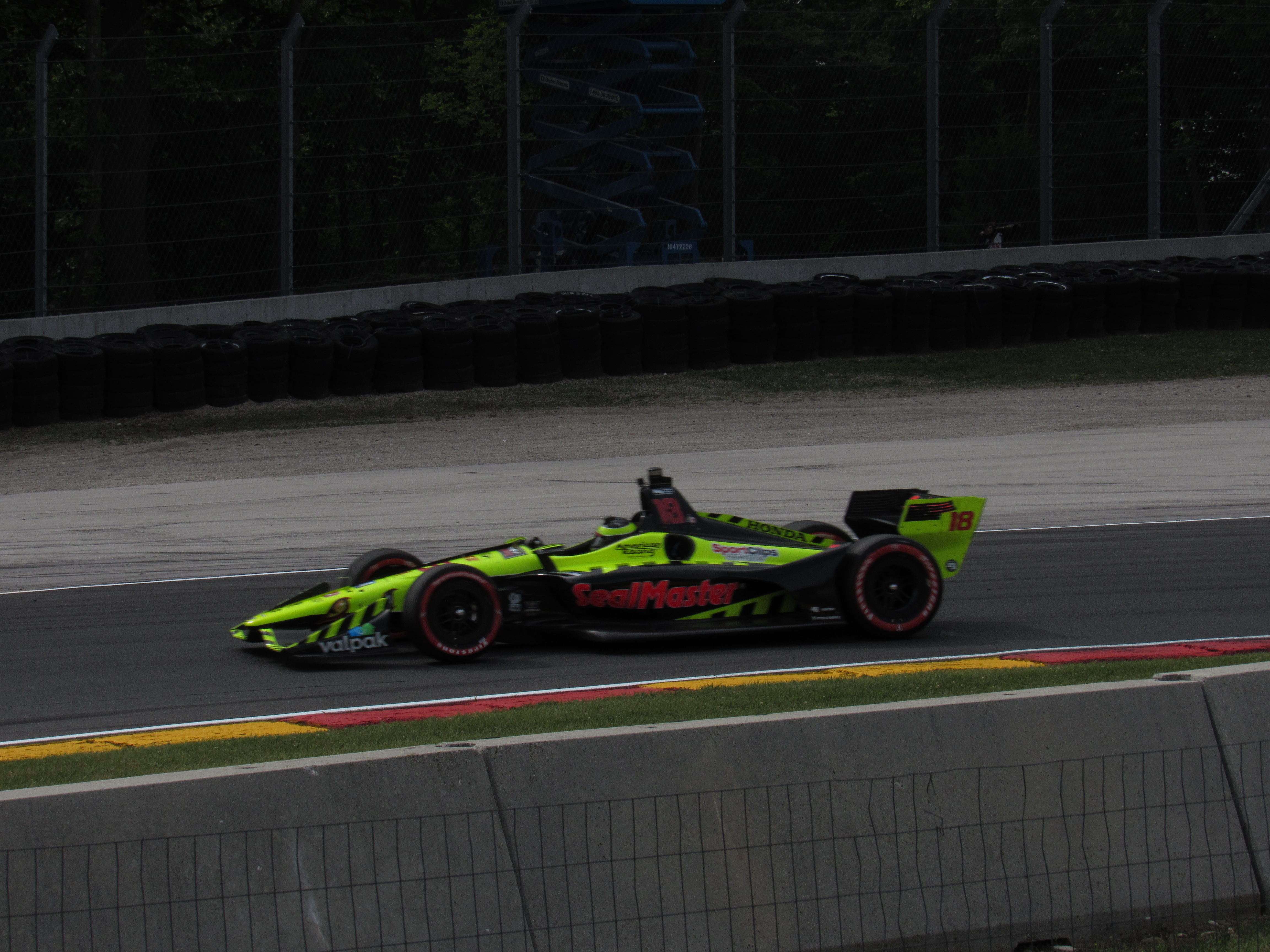
Bourdais beim IndyCar-Rennen in Elkhart Lake 2018

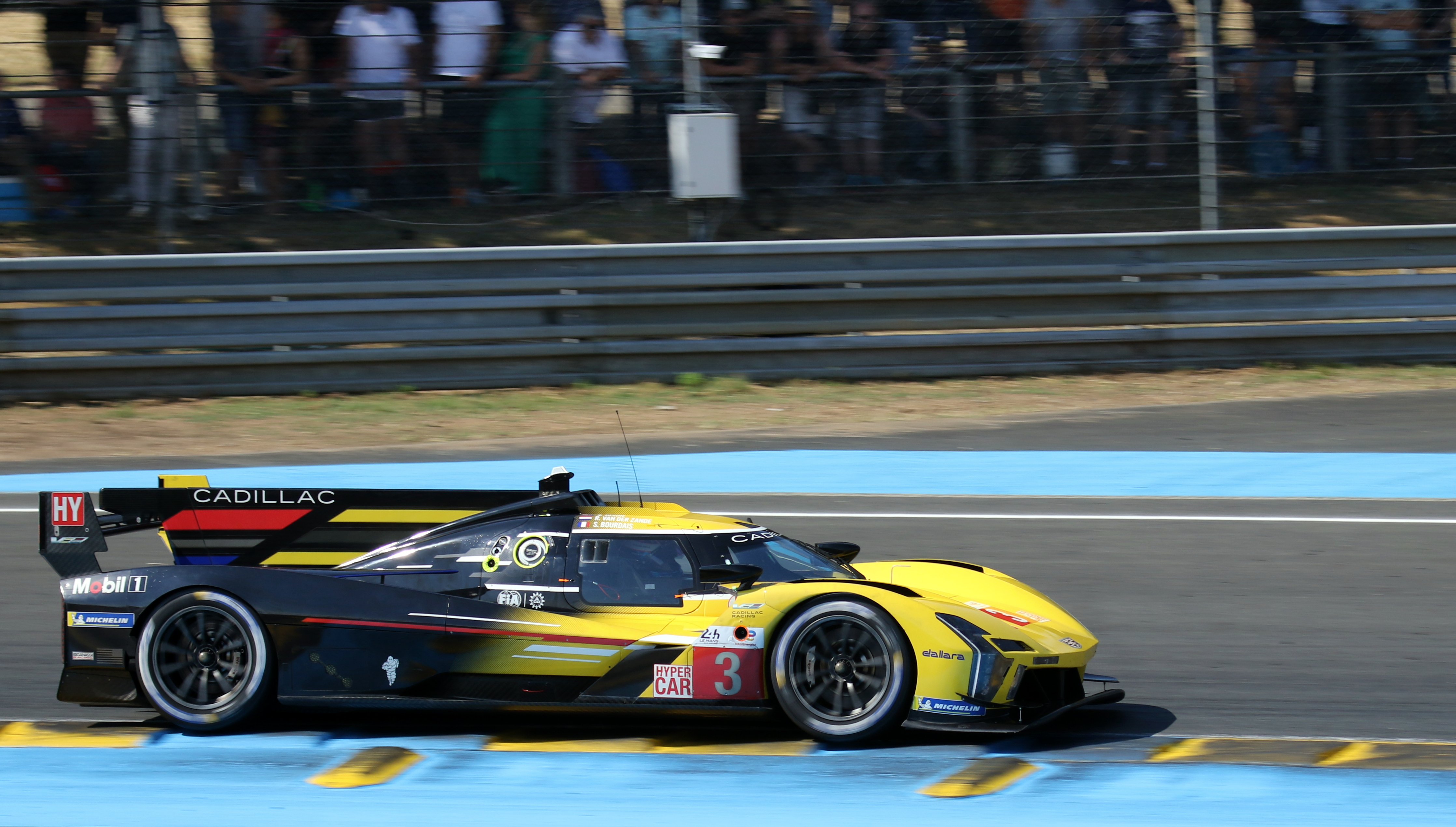
Der von Sébastien Bourdais gefahrene Cadillac V-Series.R beim 24-Stunden-Rennen von Le Mans 2023

2011 kehrte Bourdais nach Nordamerika zurück und erhielt ein Cockpit bei Dale Coyne Racing in der IndyCar Series. Er trat zu allen Nicht-Oval-Rennen an. Seine Saison begann nicht gut. Nachdem er beim ersten Rennen nach einem Unfall im Warm Up nicht gestartet war, schied er in den nächsten drei Rennen zweimal aus. In der zweiten Phase auf den Straßenkursen kehrte Bourdais mit fünf Top-10-Platzierungen aus sechs Rennen zurück. In Toronto zeigte er einige Überholmanöver und kam schließlich auf dem sechsten Platz ins Ziel. Ein Rennen später in Edmonton erzielte Bourdais abermals den sechsten Platz. Darüber hinaus fuhr er die schnellste Rennrunde. Am Saisonende lag er auf dem 23. Gesamtrang. Bourdais hatte nur einen Punkt weniger als sein Teamkollege James Jakes, der die komplette Saison absolviert hatte, erzielt. Darüber hinaus war Bourdais im Peugeot 908 im Intercontinental Le Mans Cup (ILMC) aktiv und nahm an sechs von sieben Rennen in der LMP1-Klasse teil. Beim zum ILMC zählenden 24-Stunden-Rennen von Le Mans kam er zum dritten Mal auf dem zweiten Platz ins Ziel. In Imola und Zhuhai gewann Bourdais zusammen mit Anthony Davidson und in Silverstone zusammen mit Simon Pagenaud das Rennen. Zusammen mit Davidson war er der Pilot mit den meisten Siegen. Außerdem nahm Bourdais an zwei Rennen der V8 Supercar Championship Series teil und gewann eines davon.
2012 sollte Bourdais ursprünglich für Dragon Racing die komplette IndyCar-Series-Saison bestreiten. Seine Teamkollegin war Katherine Legge. Lotus, der Motorenlieferant des Teams am Saisonbeginn, hatte zu Beginn der Saison Rückstand auf die beiden anderen Motorenhersteller. Beim zweiten Rennen in Birmingham erreichte Bourdais nach einem guten Rennen den neunten Platz. Es war die einzige Top-10-Platzierung von Lotus. Nach dem vierten Rennen wechselte Dragon zu Chevrolet. Da diese jedoch nicht über ausreichend Motoren verfügten, reduzierte Dragon sein Team zum sechsten Rennen auf ein Fahrzeug. Bourdais wurde als Pilot für die Straßenkurse ausgewählt, bei den verbliebenen vier Ovalrennen erhielt Legge das Cockpit. Beim Honda Indy 200 at Mid-Ohio erzielte er mit einem vierten Platz seine beste Saisonplatzierung. Er beendete die Saison auf dem 25. Rang. Außerdem nahm Bourdais an zwei Rennen der FIA-Langstrecken-Weltmeisterschaft 2012 teil. Er wurde 86. in der Fahrerweltmeisterschaft. Darüber hinaus bestritt Bourdais in der nordamerikanischen Rolex Sports Car Series drei Rennen für Starworks Motorsport. Er stand bei jedem Rennen auf dem Podium und gewann das Rennen in Indianapolis zusammen mit Alex Popow. In der DP-Wertung erreichte er den 17. Platz. 2013 blieb Bourdais bei Dragon Racing in der IndyCar Series. Nachdem er bei den ersten elf Rennen nicht in die Top 10 gekommen war, erzielte er in Toronto in beiden Rennen eine Podest-Platzierung. Beim ersten Rennen startete er zum ersten Mal in der IndyCar Series aus der ersten Startreihe und fuhr als Zweiter erstmals auf das Podest. Im zweiten Rennen wurde er Dritter. In den letzten sechs Rennen kam er viermal in die Top 10. Beim Grand Prix of Baltimore gelang Bourdais dabei vom 22. Platz startend mit dem dritten Rang eine weitere Podest-Platzierung. Er schloss die Saison auf dem zwölften Rang ab und setzte sich mit 370 zu 236 Punkten deutlich gegen seinen Teamkollegen Sebastián Saavedra durch. Darüber hinaus bestritt er für mehrere Teams insgesamt sieben Langstreckenrennen in der Rolex Sports Car Series.
2014 ging Bourdais für KV Racing Technology, die sein Fahrzeug unter dem Namen KVSH Racing einsetzten, in der IndyCar Series an den Start. Er erhielt einen Zweijahresvertrag. In Toronto gewann Bourdais erstmals in der IndyCar Series. Bei der folgenden Rennveranstaltung in Lexington kam er auf dem zweiten Platz ins Ziel. Bourdais beendete die Saison auf dem zehnten Meisterschaftsplatz. Saavedra, der erneut sein Teamkollege war, ließ er mit 461 zu 291 Punkten deutlich hinter sich. 2014 trat er auch wieder im Langstreckensport an. Dabei fuhr er drei Rennen für Action Express Racing in der United SportsCar Championship (USCC), die aus der Rolex Sports Car Series und der ALMS hervorgegangen war, und gewann das 24-Stunden-Rennen von Daytona zusammen mit Christian Fittipaldi und João Barbosa. 2015 bestritt Bourdais seine zweite Saison für KVSH Racing. Er gewann das zweite Rennen in Detroit und das Rennen in West Allis. Wie im Vorjahr schloss er die Saison als Gesamtzehnter ab. Mit 406 zu 203 Punkten setzte er sich deutlich gegen seinen Teamkollegen Stefano Coletti durch. Bourdais ging 2015 auch erneut in der USCC für Action Express Racing an den Start. Dabei gewann er zusammen mit Barbosa und Fittipaldi zweimal die Prototype-Klasse und wurde Elfter in dieser Wertung. Außerdem bestritt Bourdais fünf Rennen in der V8 Supercars.
2016 blieb Bourdais in der IndyCar Series bei KVSH Racing. In Detroit entschied er ein Rennen für sich. Er beendete die Saison auf dem 14. Gesamtrang.
2017 wechselte Bourdais innerhalb der IndyCar Series zu Dayle Coyne Racing. Er gewann den Saisonauftakt in St. Petersburg. Bei der Qualifikation zum Indianapolis 500 verunglückte Bourdais schwer. Er zog sich bei dem Unfall einen Bruch der rechten Hüfte sowie multiple Beckenfrakturen zu. Ungefähr zwei Monate später saß er bei einem privaten Test wieder in einem IndyCar. Er startete bei den letzten drei Saisonrennen. 2018 wiederholte er seinen Sieg beim Saisonauftakt in St. Petersburg. Nach der Saison 2019 wurde sein Vertrag bei Dale Coyne nicht verlängert. In der IndyCar Series fuhr er 2020 einige ausgewählte Rennen für A. J. Foyt Enterprises. Wegen der COVID-19-Pandemie startete er erst bei den letzten drei Rennen. In St. Petersburg wurde er vierter. Als Vollzeitprogramm fuhr er für JDC Miller Motorsports in der IMSA WeatherTech SportsCar Championship einen Cadillac DPi-V.R zusammen mit João Barbosa. In der Saison 2021 blieb er bei A. J. Foyt und bestritt dieses Mal die komplette Saison. Seine besten Ergebnisse waren zwei fünfte Plätze. Er beendete die Saison auf dem 16. Platz der Fahrerwertung.

## Persönliches
Sébastien Bourdais ist verheiratet und hat eine Tochter und einen Sohn. Die Familie lebt in St. Petersburg in den Vereinigten Staaten.

## Statistik

### Karrierestationen
| - 1991–1996: Kartsport - 1995: Französische Formel Renault Campus (Platz 9) - 1996: Französische Formel Renault (Platz 7) - 1997: Französische Formel Renault (Platz 2) - 1997: Eurocup Formel Renault (Platz 10) - 1998: Französische Formel 3 (Platz 6) - 1998: Britische Formel 3 - 1999: Französische Formel 3 (Meister) - 2000: Formel 3000 (Platz 9) - 2001: Formel 3000 (Platz 4) - 2001: FIA-Sportwagen-Meisterschaft, SR1 - 2002: Formel 3000 (Meister) - 2002: FIA-Sportwagen-Meisterschaft, SR1 (Platz 4) - 2003: CART (Platz 4) - 2004: Champ Car (Meister) - 2005: Champ Car (Meister) - 2005: IndyCar Series (Platz 28) | - 2005: ALMS, GTS - 2005: Rolex Sports Car Series, DP (Platz 89) - 2006: Champ Car (Meister) - 2006: ALMS, GT2 (Platz 14) - 2007: Champ Car (Meister) - 2008: Formel 1 (Platz 17) - 2009: Formel 1 (Platz 19) - 2009: ALMS, LMP1 (Platz 14) - 2009: Superleague Formula - 2010: Superleague Formula - 2010: Le Mans Series, LMP1 (Platz 14) - 2010: ALMS - 2010: Rolex Sports Car Series, DP (Platz 69) - 2011: IndyCar Series (Platz 23) - 2011: Intercontinental Le Mans Cup, LMP1 - 2011: V8 Supercar Championship Series (Platz 39) - 2012: IndyCar Series (Platz 25) | - 2012: WEC (Platz 86) - 2012: Rolex Sports Car Series, DP (Platz 17) - 2013: IndyCar Series (Platz 12) - 2013: Rolex Sports Car Series, DP (Platz 18) - 2014: IndyCar Series (Platz 10) - 2014: USCC, Prototype (Platz 24) - 2015: IndyCar Series (Platz 10) - 2015: USCC, Prototype (Platz 11) - 2015: V8 Supercars (Platz 38) - 2016: IndyCar Series (Platz 14) - 2017: IndyCar Series (Platz 21) - 2018: IndyCar Series (Platz 7) - 2019: IndyCar Series (Platz 11) - 2020: IndyCar Series (Platz 28) - 2020: IMSA WeatherTech SportsCar Championship, DPi (Platz 5) - 2021: IndyCar Series (Platz 16) |

### Statistik in der Formel-1-Weltmeisterschaft
Diese Statistik umfasst alle Teilnahmen des Fahrers an der Formel-1-Weltmeisterschaft.

#### Gesamtübersicht
| Saison | Team                | Chassis                 | Motor          | Rennen | Siege | Zweiter | Dritter | Poles | schn. Runden | Punkte | WM-Pos. |
| ------ | ------------------- | ----------------------- | -------------- | ------ | ----- | ------- | ------- | ----- | ------------ | ------ | ------- |
| 2008   | Scuderia Toro Rosso | Toro Rosso STR2B / STR3 | Ferrari 2.4 V8 | 18     | –     | –       | –       | –     | –            | 4      | 17.     |
| 2009   | Scuderia Toro Rosso | Toro Rosso STR4         | Ferrari 2.4 V8 | 9      | –     | –       | –       | –     | –            | 2      | 19.     |
| Gesamt | Gesamt              | Gesamt                  | Gesamt         | 27     | –     | –       | –       | –     | –            | 6      |         |

#### Einzelergebnisse
| Saison | 1   | 2  | 3   | 4   | 5   | 6  | 7   | 8   | 9  | 10 | 11 | 12 | 13 | 14 | 15 | 16 | 17 | 18 |
| ------ | --- | -- | --- | --- | --- | -- | --- | --- | -- | -- | -- | -- | -- | -- | -- | -- | -- | -- |
| 2008   |     |    |     |     |     |    |     |     |    |    |    |    |    |    |    |    |    |    |
| 7*     | DNF | 15 | DNF | DNF | DNF | 13 | 17  | 11  | 12 | 18 | 10 | 7  | 18 | 12 | 10 | 13 | 14 |    |
| 2009   |     |    |     |     |     |    |     |     |    |    |    |    |    |    |    |    |    |    |
| 8      | 10  | 11 | 13  | DNF | 8   | 18 | DNF | DNF |    |    |    |    |    |    |    |    |    |    |

| Legende  | Legende            | Legende                                                          |
| Farbe    | Abkürzung          | Bedeutung                                                        |
| -------- | ------------------ | ---------------------------------------------------------------- |
| Gold     | –                  | Sieg                                                             |
| Silber   | –                  | 2. Platz                                                         |
| Bronze   | –                  | 3. Platz                                                         |
| Grün     | –                  | Platzierung in den Punkten                                       |
| Blau     | –                  | Klassifiziert außerhalb der Punkteränge                          |
| Violett  | DNF                | Rennen nicht beendet (did not finish)                            |
| Violett  | NC                 | nicht klassifiziert (not classified)                             |
| Rot      | DNQ                | nicht qualifiziert (did not qualify)                             |
| Rot      | DNPQ               | in Vorqualifikation gescheitert (did not pre-qualify)            |
| Schwarz  | DSQ                | disqualifiziert (disqualified)                                   |
| Weiß     | DNS                | nicht am Start (did not start)                                   |
| Weiß     | WD                 | zurückgezogen (withdrawn)                                        |
| Hellblau | PO                 | nur am Training teilgenommen (practiced only)                    |
| Hellblau | TD                 | Freitags-Testfahrer (test driver)                                |
| ohne     | DNP                | nicht am Training teilgenommen (did not practice)                |
| ohne     | INJ                | verletzt oder krank (injured)                                    |
| ohne     | EX                 | ausgeschlossen (excluded)                                        |
| ohne     | DNA                | nicht erschienen (did not arrive)                                |
| ohne     | C                  | Rennen abgesagt (cancelled)                                      |
| ohne     | keine WM-Teilnahme |                                                                  |
| sonstige | P/fett             | Pole-Position                                                    |
| sonstige | 1/2/3/4/5/6/7/8    | Punktplatzierung im Sprint-/Qualifikationsrennen                 |
| sonstige | SR/kursiv          | Schnellste Rennrunde                                             |
| sonstige | *                  | nicht im Ziel, aufgrund der zurückgelegten Distanz aber gewertet |
| sonstige | ()                 | Streichresultate                                                 |
| sonstige | unterstrichen      | Führender in der Gesamtwertung                                   |

### Einzelergebnisse in der Superleague Formula
| Saison | Team            | Verein         | 1   | 1   | 1   | 2   | 2   | 2   | 3   | 3   | 3   | 4   | 4   | 4   | 5   | 5   | 5   | 6   | 6   | 6   | 7   | 7   | 7   | 8   | 8   | 8   | 9   | 9   | 9   | 10  | 10  | 10  | 11 | 11 | 11 | 12  | 12  | 12  |
| ------ | --------------- | -------------- | --- | --- | --- | --- | --- | --- | --- | --- | --- | --- | --- | --- | --- | --- | --- | --- | --- | --- | --- | --- | --- | --- | --- | --- | --- | --- | --- | --- | --- | --- | -- | -- | -- | --- | --- | --- |
| 2009   | Reid Motorsport | FC Sevilla     | MAG | MAG | MAG | ZOL | ZOL | ZOL | DON | DON | DON | EST | EST | EST | MON | MON | MON | JAR | JAR | JAR | —   | —   | —   | —   | —   | —   | —   | —   | —   | —   | —   | —   | —  | —  | —  | —   | —   | —   |
| 2009   | Reid Motorsport | FC Sevilla     |     |     |     |     |     |     |     |     |     | 11  | 2   | 2   | 1   | 3   | 3   | 2   | 6   | 6   |     |     |     |     |     |     |     |     |     |     |     |     |    |    |    |     |     |     |
| 2010   | LRS Formula     | Olympique Lyon | SIL | SIL | SIL | ASS | ASS | ASS | MAG | MAG | MAG | JAR | JAR | JAR | NÜR | NÜR | NÜR | ZOL | ZOL | ZOL | BRH | BRH | BRH | ADR | ADR | ADR | POR | POR | POR | ORD | ORD | ORD |    |    |    | LOS | LOS | LOS |
| 2010   | LRS Formula     | Olympique Lyon | 15  | 1   | 4   | 17  | N   | X   | 9   | 15  | X   | 7   | 18  | X   | 14  | 17  | X   |     |     |     |     |     |     |     |     |     |     |     |     |     |     |     |    |    |    |     |     |     |

### Einzelergebnisse in der IndyCar Series
| Jahr | Team                                   | 1   | 2   | 3   | 4   | 5    | 6    | 7    | 8   | 9   | 10  | 11  | 12  | 13  | 14  | 15  | 16  | 17  | 18  | 19  | Punkte | Rang |
| ---- | -------------------------------------- | --- | --- | --- | --- | ---- | ---- | ---- | --- | --- | --- | --- | --- | --- | --- | --- | --- | --- | --- | --- | ------ | ---- |
| 2005 | Newman/Haas Racing                     | HMS | PHX | STP | MOT | INDY | TXS  | RIR  | KAN | NSH | MIL | MIS | KTY | PPI | SNM | CHI | WGL | FON |     |     | 18     | 28.  |
| 2005 | Newman/Haas Racing                     |     |     | 21  |     |      |      |      |     |     |     |     |     |     |     |     |     |     |     |     | 18     | 28.  |
| 2011 | Dale Coyne Racing                      | STP | ALA | LBH | SAO | INDY | TXS  | TXS  | MIL | IOW | TOR | EDM | MDO | NHA | SNM | BAL | MOT | KTY | LSV |     | 188    | 23.  |
| 2011 | Dale Coyne Racing                      | 25  | 11  | 27  | 26  |      |      |      |     |     | 6   | 6   | 9   |     | 6   | 28  | 6   |     |     |     | 188    | 23.  |
| 2012 | Dragon Racing                          | STP | ALA | LBH | SAO | INDY | DET  | TXS  | MIL | IOW | TOR | EDM | MDO | SNM | BAL | FON |     |     |     |     | 173    | 25.  |
| 2012 | Dragon Racing                          | 21  | 9   | 17  | 18  | 2025 | 24   |      |     |     | 14  | 15  | 4   | 22  | 23  |     |     |     |     |     | 173    | 25.  |
| 2013 | Dragon Racing                          | STP | ALA | LBH | SAO | INDY | DET  | DET  | TXS | MIL | IOW | POC | TOR | TOR | MDO | SNM | BAL | HOU | HOU | FON | 370    | 12.  |
| 2013 | Dragon Racing                          | 11  | 16  | 15  | 14L | 2915 | 24   | 11   | 20  | 22  | 14  | 16  | 2L  | 3   | 12  | 10  | 3L  | 8   | 5   | 12L | 370    | 12.  |
| 2014 | KVSH Racing                            | STP | LBH | ALA | IMS | INDY | DET  | DET  | TXS | HOU | HOU | POC | IOW | TOR | TOR | MDO | MIL | SNM | FON |     | 461    | 10.  |
| 2014 | KVSH Racing                            | 13  | 14  | 15  | 4L  | 724  | 13   | 20   | 20  | 4   | 5   | 16L | 19  | 1*  | 9   | 2L  | 12  | 11  | 18  |     | 461    | 10.  |
| 2015 | KVSH Racing                            | STP | NOL | LBH | ALA | IMS  | INDY | DET  | DET | TXS | TOR | FON | MIL | IOW | MDO | POC | SNM |     |     |     | 406    | 10.  |
| 2015 | KVSH Racing                            | 6   | 21  | 6L  | 8L  | 4    | 11   | 14   | 1L  | 14  | 5   | 14  | 1*  | 9L  | 17  | 23  | 20  |     |     |     | 406    | 10.  |
| 2016 | KVSH Racing                            | STP | PHO | LBH | ALA | IMS  | INDY | DET  | DET | ROA | IOW | TOR | MDO | POC | TXS | WGL | SNM |     |     |     | 404    | 14.  |
| 2016 | KVSH Racing                            | 21  | 8   | 9   | 16  | 24   | 919  | 1L   | 8L  | 18  | 8   | 7L  | 20  | 5L  | 10  | 5   | 10  |     |     |     | 404    | 14.  |
| 2017 | Dale Coyne Racing                      | STP | LBH | ALA | PHO | IMS  | INDY | DET  | DET | TXS | ROA | IOW | TOR | MDO | POC | STL | WGL | SNM |     |     | 214    | 21.  |
| 2017 | Dale Coyne Racing                      | 1*  | 2   | 8   | 19  | 22   | INJ  | INJ  | INJ | INJ | INJ | INJ | INJ | INJ | INJ | 10L | 17  | 9   |     |     | 214    | 21.  |
| 2018 | Dale Coyne Racing with Vasser-Sullivan | STP | PHO | LBH | ALA | IMS  | INDY | DET  | DET | TXS | ROA | IOW | TOR | MDO | POC | STL | POR | SNM |     |     | 425    | 7.   |
| 2018 | Dale Coyne Racing with Vasser-Sullivan | 1L  | 13L | 13L | 5L  | 4L   | 28L5 | 13   | 21  | 8   | 13  | 11  | 19  | 6   | 4   | 21  | 3   | 6   |     |     | 425    | 7.   |
| 2019 | Dale Coyne Racing with Vasser-Sullivan | STP | COA | ALA | LBH | IMS  | INDY | DET  | DET | TXS | ROA | TOR | IOW | MDO | POC | STL | POR | LAG |     |     | 387    | 11.  |
| 2019 | Dale Coyne Racing with Vasser-Sullivan | 24  | 5   | 3L  | 11  | 11L  | 307  | 11   | 9   | 8L  | 12  | 8   | 9L  | 11  | 7   | 19L | 9L  | 7   |     |     | 387    | 11.  |
| 2020 | A. J. Foyt Enterprises                 | TXS | IMS | ROA | ROA | IOW  | IOW  | INDY | STL | STL | MDO | MDO | IMS | IMS | STP |     |     |     |     |     | 53     | 28.  |
| 2020 | A. J. Foyt Enterprises                 |     |     |     |     |      |      |      |     |     |     |     | 21  | 18  | 4   |     |     |     |     |     | 53     | 28.  |
| 2021 | A. J. Foyt Enterprises                 | ALA | STP | TXS | TXS | IMS  | INDY | DET  | DET | ROA | MDO | NSH | IMS | STL | POR | LAG | LBH |     |     |     | 258    | 16.  |
| 2021 | A. J. Foyt Enterprises                 | 5L  | 10  | 24  | 19  | 19   | 2627 | 11   | 16  | 16  | 11  | 27  | 15  | 5L  | 18  | 14  | 8   |     |     |     | 258    | 16.  |

| Farbe      | Bedeutung                                          |
| ---------- | -------------------------------------------------- |
| Gold       | Sieger                                             |
| Silber     | 2. Platz                                           |
| Bronze     | 3. Platz                                           |
| Grün       | 4. und 5. Platz                                    |
| Hellblau   | 6. bis 10. Platz                                   |
| Dunkelblau | Rennen beendet (außerhalb der ersten zehn Piloten) |
| Violett    | Rennen nicht beendet                               |
| Rot        | nicht qualifiziert (DNQ)                           |
| Schwarz    | disqualifiziert (DSQ)                              |
| Weiß       | nicht am Start (DNS)                               |
| Weiß       | zurückgezogen (WD)                                 |
| Weiß       | Rennen abgesagt (C)                                |
| Blanko     | nicht teilgenommen                                 |
| Blanko     | nicht erschienen (DNA)                             |
| Blanko     | verletzt oder krank (INJ)                          |
| Blanko     | ausgeschlossen (EX)                                |

### Le-Mans-Ergebnisse
| Jahr | Team                         | Fahrzeug            | Teamkollege              | Teamkollege       | Platzierung             | Ausfallgrund    |
| ---- | ---------------------------- | ------------------- | ------------------------ | ----------------- | ----------------------- | --------------- |
| 1999 | Larbre Compétition           | Porsche 911 GT2     | Jean-Pierre Jarier       | Pierre de Thoisy  | Ausfall                 | Motorschaden    |
| 2000 | Pescarolo Sport              | Courage C52         | Olivier Grouillard       | Emmanuel Clérico  | Rang 4                  |                 |
| 2001 | Pescarolo Sport              | Courage C60         | Jean-Christophe Boullion | Laurent Redon     | Rang 13                 |                 |
| 2002 | Pescarolo Sport              | Courage C60         | Jean-Christophe Boullion | Franck Lagorce    | Rang 10                 |                 |
| 2004 | Pescarolo Sport              | Courage C60         | Emmanuel Collard         | Nicolas Minassian | Ausfall                 | Motorschaden    |
| 2007 | Team Peugeot Total           | Peugeot 908 HDi FAP | Stéphane Sarrazin        | Pedro Lamy        | Rang 2                  |                 |
| 2009 | Team Peugeot Total           | Peugeot 908 HDi FAP | Stéphane Sarrazin        | Franck Montagny   | Rang 2                  |                 |
| 2010 | Team Peugeot Total           | Peugeot 908 HDi FAP | Simon Pagenaud           | Pedro Lamy        | Ausfall                 | Aufhängung      |
| 2011 | Team Peugeot Total           | Peugeot 908         | Simon Pagenaud           | Pedro Lamy        | Rang 2                  |                 |
| 2012 | Pescarolo Team               | Dome S102.5         | Seiji Ara                | Nicolas Minassian | nicht klassiert         |                 |
| 2016 | Ford Chip Ganassi Team USA   | Ford GT             | Dirk Müller              | Joey Hand         | Rang 18 und Klassensieg |                 |
| 2018 | Ford Chip Ganassi Racing     | Ford GT             | Dirk Müller              | Joey Hand         | Rang 17                 |                 |
| 2019 | Ford Chip Ganassi Racing USA | Ford GT             | Dirk Müller              | Joey Hand         | disqualifiziert         |                 |
| 2020 | Risi Competizione            | Ferrari 488 GTE Evo | Olivier Pla              | Jules Gounon      | Rang 23                 |                 |
| 2022 | Vector Sport                 | Oreca 07            | Nico Müller              | Ryan Cullen       | Rang 27                 |                 |
| 2023 | Cadillac Racing              | Cadillac V-Series.R | Renger van der Zande     | Scott Dixon       | Rang 4                  |                 |
| 2024 | Cadillac Racing              | Cadillac V-Series.R | Renger van der Zande     | Scott Dixon       | Ausfall                 | Elektrikschaden |
| 2025 | Cadillac Hertz Team Jota     | Cadillac V-Series.R | Earl Bamber              | Jenson Button     | Rang 7                  |                 |

### Sebring-Ergebnisse
| Jahr | Team                              | Fahrzeug                                | Teamkollege              | Teamkollege          | Platzierung            | Ausfallgrund    |
| ---- | --------------------------------- | --------------------------------------- | ------------------------ | -------------------- | ---------------------- | --------------- |
| 2001 | Pescarolo Sport                   | Courage C60                             | Jean-Christophe Boullion | Laurent Redon        | Ausfall                | Motorschaden    |
| 2005 | Care Racing Larbre                | Ferrari 550 Maranello                   | Fabrizio Gollin          | Christophe Bouchut   | Ausfall                | Getriebeschaden |
| 2006 | Multimatic Motorsports Team Panoz | Panoz Esperante GT-LM                   | Scott Maxwell            | David Brabham        | Rang 8 und Klassensieg |                 |
| 2009 | Team Peugeot Total                | Peugeot 908 HDi FAP                     | Franck Montagny          | Stéphane Sarrazin    | Rang 2                 |                 |
| 2010 | Team Peugeot Total                | Peugeot 908 HDi FAP                     | Pedro Lamy               | Nicolas Minassian    | Rang 2                 |                 |
| 2014 | Action Express Racing             | Chevrolet Corvette DP                   | João Barbosa             | Christian Fittipaldi | Rang 3                 |                 |
| 2015 | Action Express Racing             | Chevrolet Corvette DP                   | João Barbosa             | Christian Fittipaldi | Gesamtsieg             |                 |
| 2016 | Ford Chip Ganassi Racing          | Ford GT                                 | Dirk Müller              | Joey Hand            | Rang 24                |                 |
| 2017 | Ford Chip Ganassi Racing          | Ford GT                                 | Dirk Müller              | Joey Hand            | Rang 8                 |                 |
| 2018 | Ford Chip Ganassi Racing          | Ford GT                                 | Dirk Müller              | Joey Hand            | Ausfall                | Unfall          |
| 2019 | Ford Chip Ganassi Racing          | Ford GT                                 | Dirk Müller              | Joey Hand            | Rang 11                |                 |
| 2020 | JDC-Miller Motorsports            | Cadillac DPi V.R                        | Tristan Vautier          | Loïc Duval           | Rang 5                 |                 |
| 2021 | JDC-Miller Motorsports            | Mustang Sampling JDC-Miller MotorSports | Tristan Vautier          | Loïc Duval           | Gesamtsieg             |                 |
| 2022 | Cadillac Racing                   | Cadillac DPi-V.R                        | Ryan Hunter-Reay         | Renger van der Zande | Rang 34                |                 |
| 2023 | Cadillac Racing                   | Cadillac V-Series.R                     | Scott Dixon              | Renger van der Zande | Ausfall                | Wagenbrand      |
| 2024 | Cadillac Racing                   | Cadillac V-Series.R                     | Scott Dixon              | Renger van der Zande | Rang 2                 |                 |
| 2025 | Tower Motorsports                 | Oreca 07                                | Sebastián Álvarez        | John Farano          | Rang 12                |                 |

### Einzelergebnisse in der FIA-Langstrecken-Weltmeisterschaft
| Saison  | Team                | Rennwagen           | 1   | 2   | 3   | 4   | 5   | 6   | 7   | 8   | 9   |
| ------- | ------------------- | ------------------- | --- | --- | --- | --- | --- | --- | --- | --- | --- |
| 2012    | Pescarolo Team      | Dome S102.5         | SEB | SPA | LEM | SIL | SAO | BAH | FUJ | SHA |     |
| 2012    | Pescarolo Team      | Dome S102.5         |     | 15  | DNF |     |     |     |     |     |     |
| 2016    | Chip Ganassi Racing | Ford GT             | SIL | SPA | LEM | NÜR | MEX | AUS | FUJ | SHA | BAH |
| 2016    | Chip Ganassi Racing | Ford GT             | 18  |     |     |     |     |     |     |     |     |
| 2018/19 | Chip Ganassi Racing | Ford GT             | SPA | LEM | SIL | FUJ | SHA | SEB | SPA | LEM |     |
| 2018/19 | Chip Ganassi Racing | Ford GT             |     | 17  |     |     |     |     |     | DNF |     |
| 2019/20 | Risi Competizione   | Ferrari 488 GTE     | SIL | FUJ | SHA | BAH | AUS | SPA | LEM | BAH |     |
| 2019/20 | Risi Competizione   | Ferrari 488 GTE     |     |     |     | 23  |     |     |     |     |     |
| 2022    | Vektor Sport        | Oreca 07            | SEB | SPA | LEM | MON | FUJ | BAH |     |     |     |
| 2022    | Vektor Sport        | Oreca 07            |     | 16  | 27  | 6   | 13  | 13  |     |     |     |
| 2023    | Cadillac Racing     | Cadillac V-Series.R | SEB | POR | SPA | LEM | MON | FUJ | BAH |     |     |
| 2023    | Cadillac Racing     | Cadillac V-Series.R |     |     | DNF | 4   |     |     |     |     |     |
| 2024    | Cadillac Racing     | Cadillac V-Series.R | KAT | IMO | SPA | LEM | SAO | AUS | FUJ | BAH |     |
| 2024    | Cadillac Racing     | Cadillac V-Series.R | DNF |     |     | DNF |     |     |     | 6   |     |
| 2025    | Cadillac Jota       | Cadillac V-Series.R | KAT | IMO | SPA | LEM | SAO | AUS | FUJ | BAH |     |
| 2025    | Cadillac Jota       | Cadillac V-Series.R | 16  | 16  | 6   | 7   | 2   |     |     |     |     |